# Führerbunker
A Führerbunker (magyarul a Vezér bunkere, Vezérbunker) egy föld alatti objektum, eredetileg légoltalmi pince volt az Új Birodalmi Kancellária alatt Berlinben a második világháború idején. Itt töltötte élete utolsó pár hónapját a Harmadik Birodalom egykori diktátora, Adolf Hitler, majd itt is lett öngyilkos több más nemzetiszocialista vezetővel együtt. Ma a bunker helyén egy lakótelep parkolója, valamint étterem és szupermarket áll.

## Jellemzői, kialakítása
5 méterrel a föld alatt volt található a Birodalmi Kancellária alatt, az egykori kormányzati igazgatási központ, pontos címe: Wilhelmstraße 77 volt. Az 5 méterből 4 méter vastag vasbetonfal védte a bunkerban tartózkodó személyeket, amelyre 1 méteres földtakaró került. Így az akkori legnehezebb, legpusztítóbb hatású légibombáktól is megvédte a lent lakókat. Teljesen önellátó volt: dízelüzemű generátorral rendelkezett az elektromos áram termelésére, illetve saját levegőztető- és tisztítóberendezés zárta ki a külvilág esetleges mérges gázait. Emiatt igen magas volt a zajszint. Ezen kívül több beépített szivattyút is folyamatosan üzemeltettek, lévén az óvóhely alja alacsonyabban feküdt a Berlinben szokásos talajvízszintnél.
A berendezés Hitler külön kérésére spártai volt, a filmekben látható tágas szobák, nagy létszámú személyzet valójában csak illúzió, a helyiségek szűkek voltak (a Führer dolgozószobája 12 m²), kevés embernek nyújtottak biztonságot. Az ajtók tömör acélból készültek, nagy figyelmet fordítottak a biztonságra. Az érkezőknek fegyverüket a ruhatárban kellett leadni, az épületben csak Rochus Misch rádiósnak és magának Adolf Hitlernek volt joga fegyvert viselni.

## Története

### A második világháborúban
A kivitelezés két szakaszban történt, az első 1936-ig tartott, a második 1943-ban fejeződött be, immáron Hitler igényei szerint tervezve. A komplexum ténylegesen csak 1945 januárjára készült el teljesen. Hitler először 1940-ben használta, amikor a Brit Királyi Légierő a második világháború folyamán első alkalommal szándékosan bombázott sűrűn lakott városközpontot. Az építés második szakasza főleg abban különbözött az elsőtől, hogy az oldalfalakat a duplájára erősítették, mivel a Führer attól tartott, hogy egy oldalról becsapódó bomba áttörheti az építményt. A második szakasz tervezője Albert Speer volt.
Hitler véglegesen 1945. január 16-án költözött be a nevét viselő bunkerba, és haláláig már nem is nagyon hagyta el. Erre azért volt szükség, mivel ekkorra a Luftwaffe már teljesen elvesztette a Németország feletti légi uralmat, és a szövetségesek éjjel-nappal bombázták a német városokat, így Berlint is. A Führer emiatt veszélyesnek ítélte a Kancellárián való tartózkodást. Legszűkebb munkatársaival, segédtisztjével, Martin Bormann-nal és a titkárnőjével töltötte ezután napjait. Eva Braun csak 1945 februárjában költözött véglegesen ide Münchenből, két helyiséget kapva Hitler szobája mellett. Végezetül áprilisban Joseph Goebbels a családjával is a bunker állandó lakója lett.

### Az utolsó napok
Ahogy a Vörös Hadsereg közeledett Berlin felé, egyre többen kérték Hitlertől, hogy hagyja el a bunkert és menjen délre, az Alpok-erődbe (Alpenfestung). A valójában soha meg nem épített erődrendszer csak blöff volt, de a szövetségesek teljesen meg voltak győződve létezéséről. Szóba került még a berchtesgadeni Sasfészek is, mint ideális menedékhely. Végül Hitler maradt, bár egyre kevesebbet merészkedett a felszínre. Amikor a szovjet csapatok már csak karnyújtásnyira voltak a bunkertől, Adolf Hitler, Eva Braun és Goebbels öngyilkos lett, utóbbi előtte még megmérgezte hat gyermekét feleségével együtt.

### A háború után

Churchill ül a bunker romjainál 1945-ben

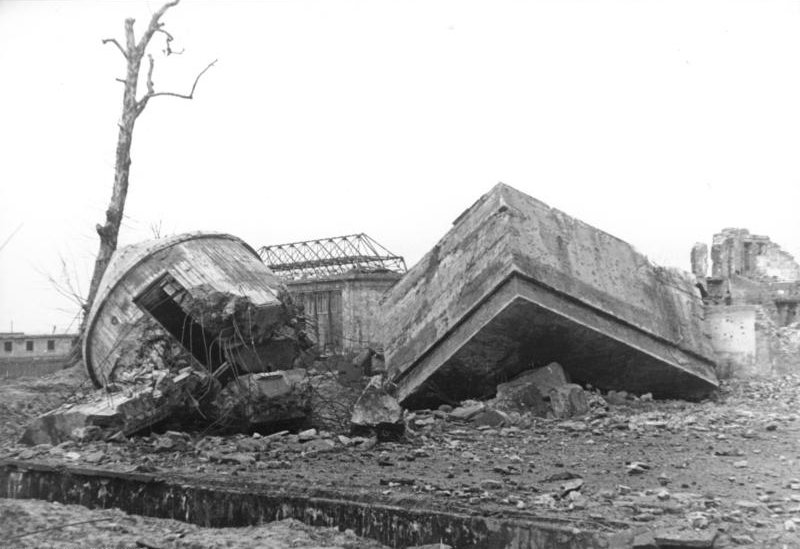
A felrobbantott bunker

A Vörös Hadsereg a háború befejeztével megpróbálta felrobbantani a bunkert, de sikertelenül. Attól tartottak ugyanis, hogy a hely megmaradása esetén zarándokhellyé vált volna a későbbi években. Az Új Birodalmi Kancellária lebontása után betemették földdel a létesítményt, majd sokáig így is maradt, hiszen a kialakuló hidegháború során Berlin is ütközőzónává vált, a terület mellett húzódott közvetlen a berlini fal, de maga a bunker még Kelet-Berlin területén feküdt. A Stasi mutatott némi érdeklődést iránta, főleg az érdekelte a keletnémet titkosszolgálatot, hogy a menekülők ne tudják felhasználni az alagutakat a nyugatra szökés érdekében. Az Otto-Grotewohl-Straßéra (ez volt akkoriban a mai Wilhelmstraße neve), így a bunker helyére is 1980-as évek közepén panelházakat építettek az NDK prominens politikusai és hírességei számára. Itt kapott lakást például a kétszeres műkorcsolya-olimpiai bajnok Katarina Witt is. Az épületek alapozásakor homokkal, építési sittel töltötték fel az üregeket, a megbontott bunker tetejére parkoló és néhány fa került.

## 2000 után
Napjainkban egy tábla jelzi a bunker egykori helyét, amelyet 2006-os labdarúgó-világbajnokság kezdetekor, 2006. június 8-án avattak fel a Gertrud-Kolmar-Straße és az In den Ministergarten utca sarkán, hogy megelőzzék a további mítoszok kialakulását. A bunker felett ma egy kis étterem, illetve egy szupermarket áll, az egykori vészkijárat fölött pedig parkoló terül el. A bunkerbe való lépés ma gyakorlatilag lehetetlen, mert az évek alatt szinte teljesen feltöltődött a beszivárgó eső- és talajvízzel, melynek kiszivattyúzása hatalmas feladat lenne.

## Galéria

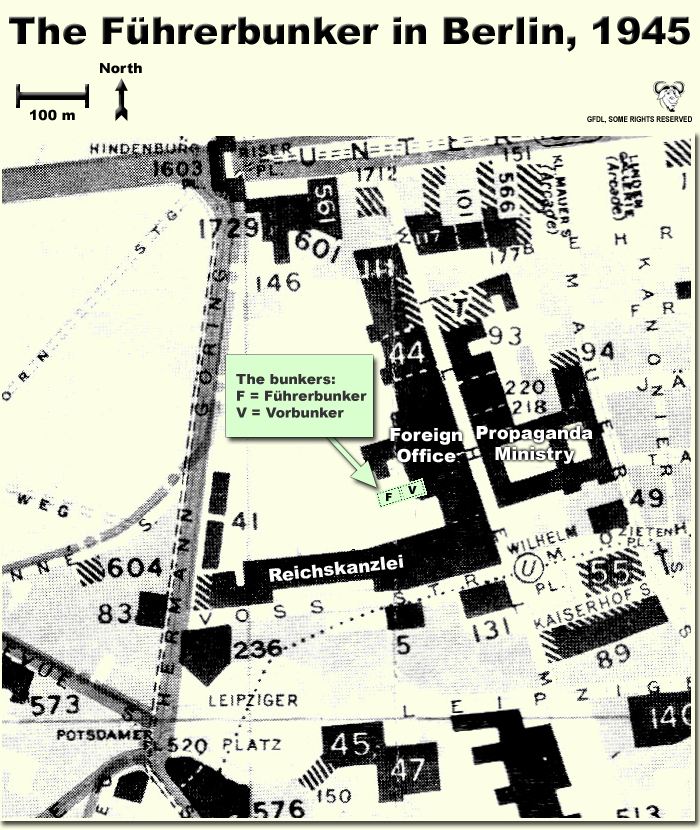
A Führerbunker elhelyezkedése Berlinben
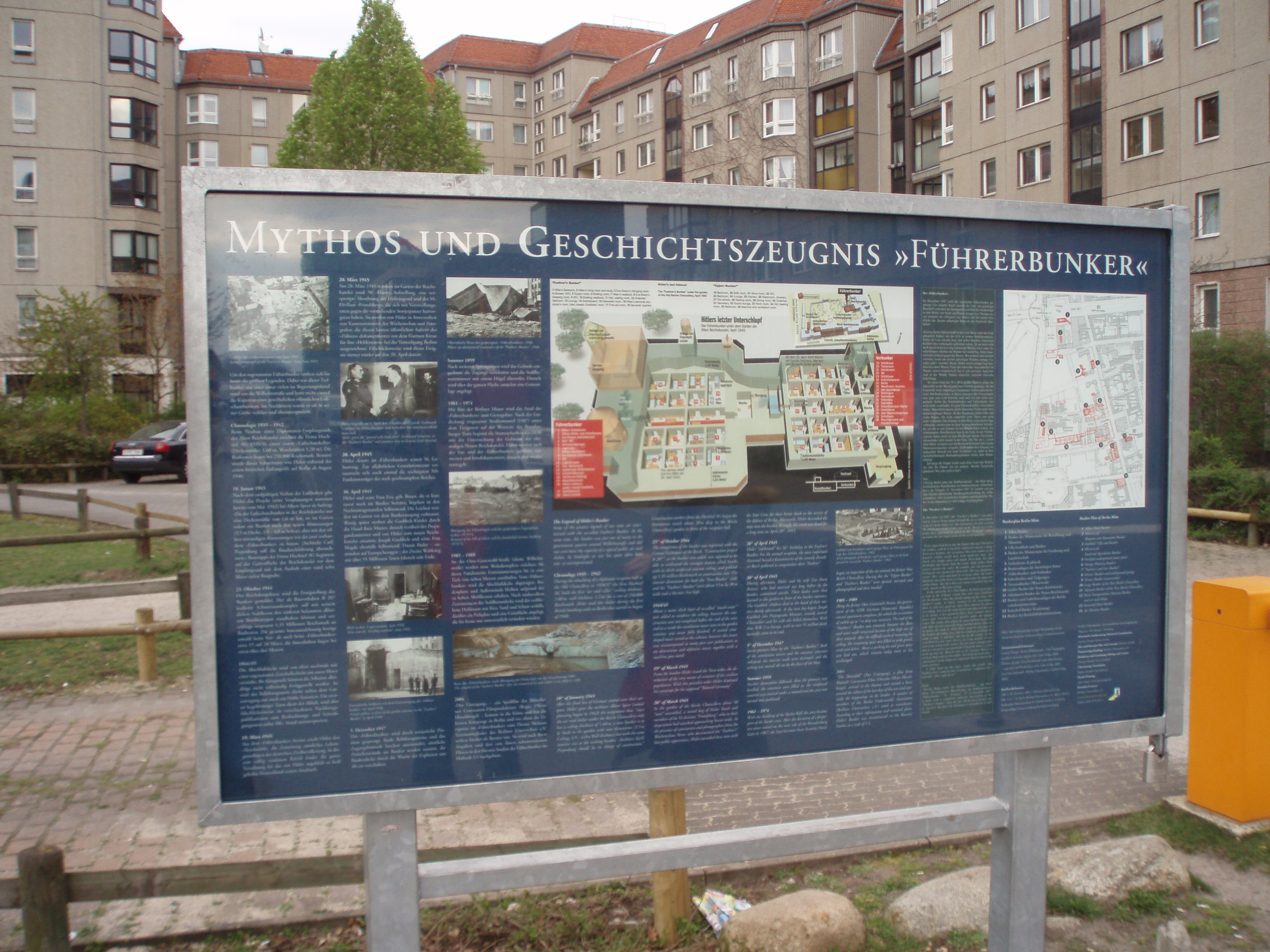
A tájékoztató tábla
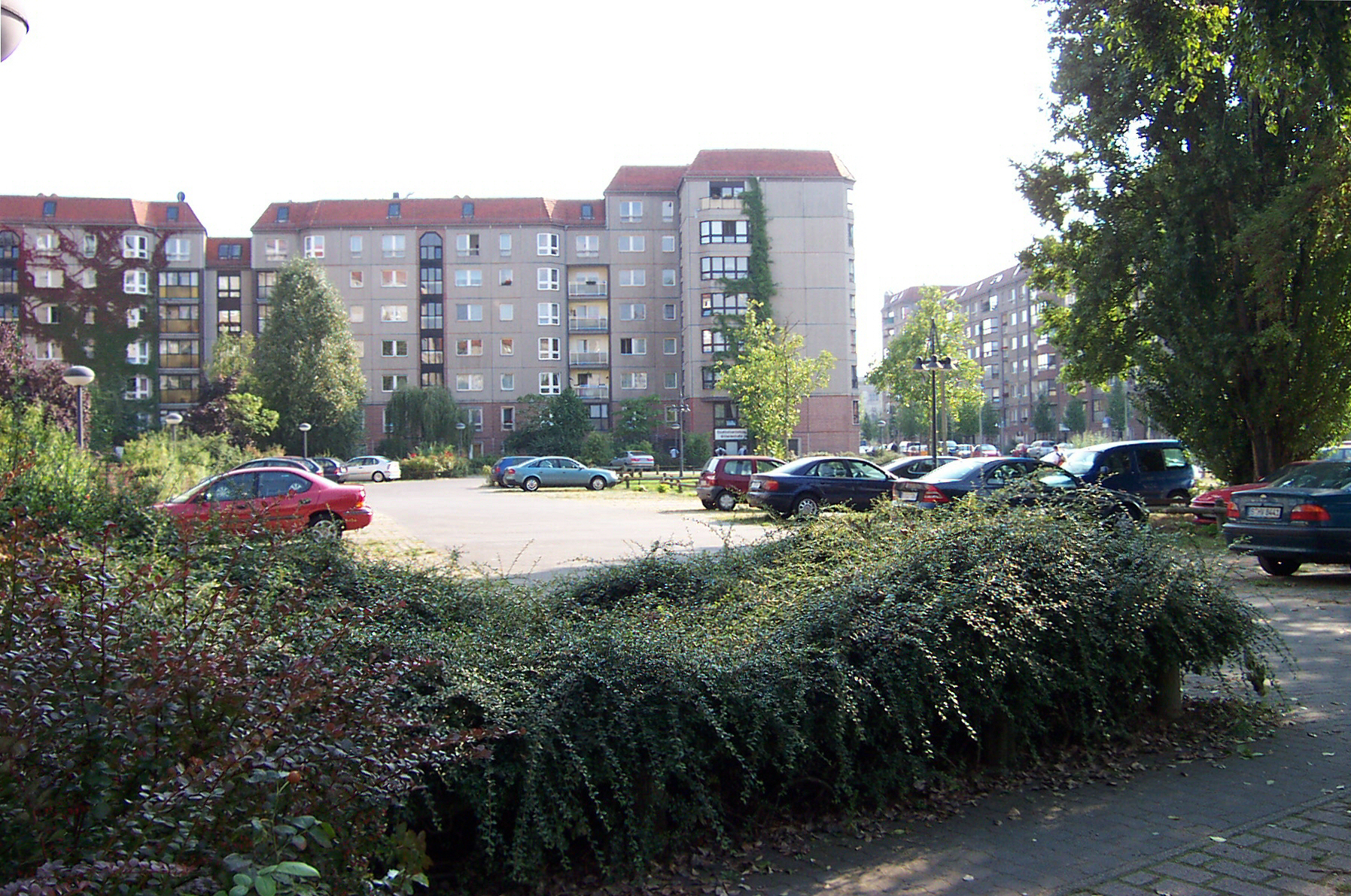
A bunker helye 2005-ben
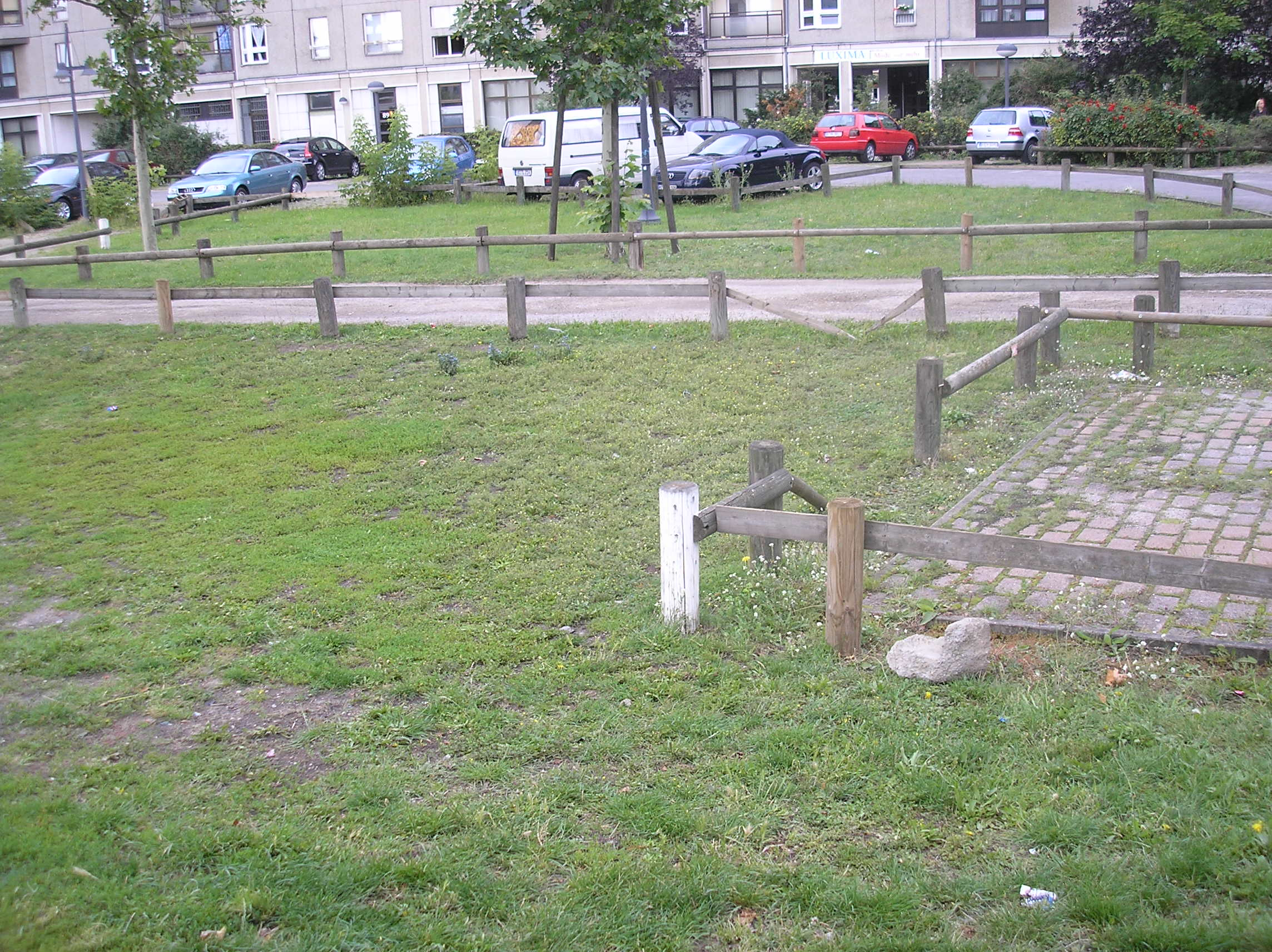
A parkoló

## Filmekben
A Führerbunker felbukkant A bunker című 1981-es amerikai filmben is, azonban jóval ismertebb A bukás – Hitler utolsó napjai 2004-es német filmből, amelynek számos jelenete játszódik falai között.

## Fordítás
- Ez a szócikk részben vagy egészben a Führerbunker című német Wikipédia-szócikk ezen változatának fordításán alapul.  Az eredeti cikk szerkesztőit annak laptörténete sorolja fel. Ez a jelzés csupán a megfogalmazás eredetét és a szerzői jogokat jelzi, nem szolgál a cikkben szereplő információk forrásmegjelöléseként.